# 경엽수

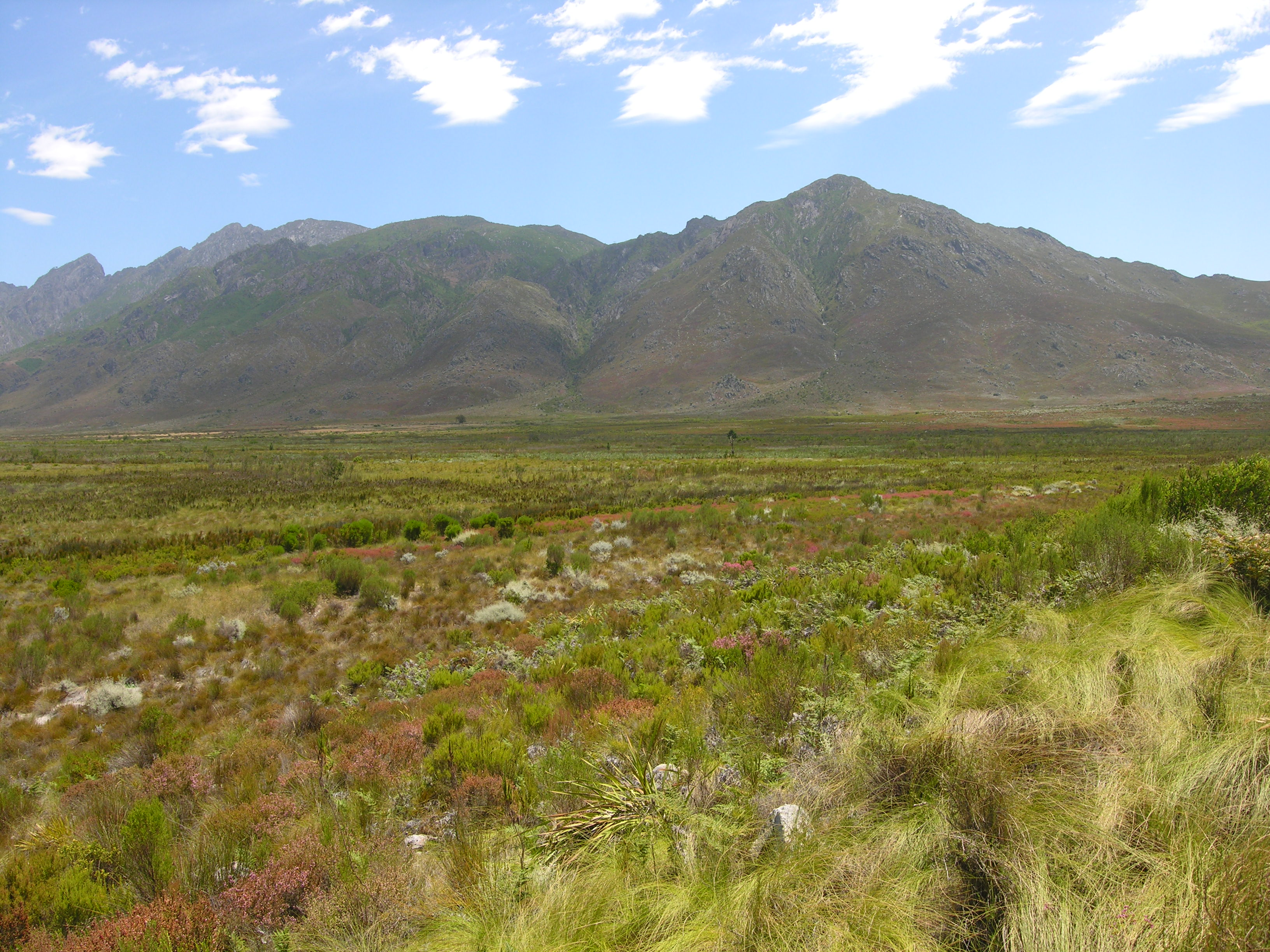
남아프리카공화국의 핀보스

경엽수(硬葉樹, 영어: Sclerophyll)는 단단한 잎을 가진 나무의 총칭을 뜻한다. 다양한 기후 환경에서 관찰되지만 특히 관목림 지대에서 많이 자란다.

## 경엽수림
지중해 연안은 기온적으로는 조엽수림대와 거의 비슷하지만, 연강수량이 1,000mm 이하로 적은 편이며, 더욱이 비의 대부분은 겨울에 내리므로 여름이 몹시 건조하다. 이 때문에 작고 딱딱한 잎을 가진 식물들이 비교적 키가 낮은 삼림을 이루면서 건조에 적응하고 있는데, 이러한 삼림을 '경엽수림'이라고 한다. 지중해 지방의 경엽수림에서는 털가시나무와 비슷한 호랑가시나무가 주종을 이룬다. 그러나 이러한 자연림이 남아 있는 곳은 아주 적으며, 거의 대부분은 코키페떡갈나무의 관목 군락으로 변화되어 있다.
한편, 지중해 지역 이외의 경엽수림으로서, 북반구에서는 북위 35°주변에 분포되어 있는 미국캘리포니아의 채퍼랠(수풀 덤불)을 들 수 있다. 이 지역에도 호랑가시나무와 비슷한 딱딱한 상록의 잎을 가진 떡갈나무류가 많다. 또한, 애리조나 주의 산지에도 채퍼랠과 비슷한 엔시널이라는 경엽수림이 있는데, 이 곳에서는 애리조나떡갈나무 등이 숲을 이루고 있다, 한편, 남반구에는 칠레 중부의 발파라이소를 중심으로 리토레아(옻나무과)나 키라야(장미과)로 이루어진 경엽수림이 있으며, 고지에서는 이와 더불어 침엽수인 리보세드 루스가 함께 분포하고 있다.
남아프리카의 케이프 지방, 오스트레일리아와 뉴질랜드에도 경엽수림이 분포되어 있다.

## 같이 보기
- 지중해성 삼림·소림·관목지
- 척박지